# Carbay
Carbay település Franciaországban, Maine-et-Loire megyében. Lakosainak száma 276 fő (2022. január 1.). Carbay Juigné-des-Moutiers, Soudan, Villepot és Ombrée d’Anjou községekkel határos.

## Népesség
A település népességének változása:
| Lakosok száma | 192  | 175  | 214  | 242  | 243  | 249  | 260  | 263  | 267  | 276  |
|               | 1968 | 1982 | 1990 | 2006 | 2013 | 2015 | 2017 | 2019 | 2020 | 2022 |